# Monarkmötet
Monarkmötet är en novell av Selma Lagerlöf som ingår i skriftsamlingen Troll och människor. Novellen är en pendang till Kejsarn av Portugallien och utspelar sig på järnvägsstationen i Kil, där Jan i Skrolycka träffar kung Oskar II.